# Halysidota meridensis
Halysidota meridensis är en fjärilsart som beskrevs av Rothschild 1909. Halysidota meridensis ingår i släktet Halysidota och familjen björnspinnare. Inga underarter finns listade i Catalogue of Life.